# 지요다정 (이바라키현)
지요다정(千代田町)은 이바라키현 남부에 위치했던 정이다. 현재의 가스미가우라시에 해당한다. 2005년 3월 28일에 가스미가우라정과 합병해 가스미가우라시가 되었다.

## 지리
- 도쿄에서 60km권 내, 이바라키현 남부의 과실 관광 농업을 중심으로 하는 마을
- 마을 북부로 고이노세 강이 중앙부로 은하수가 흐른다. 또한 남동부는 조반선이 달리고 있다.

## 역사
- 1895년 11월 4일 - 간다쓰역이 개업하였다.
- 1954년 3월 20일 - 시즈쿠촌 니하리촌 나나에촌이 합병해 지요다촌이 성립하였다.
- 1992년 1월 1일 - 정으로 승격하였다.
- 2005년 3월 28일 - 가스미가우라정과 합병해 가스미가우라시가 성립하였다.

## 교통

### 철도
- 동일본 여객철도 조반선이 지나가긴 하지만 역이 없다. 시계에서 가장 가까운 역은 쓰치우라시에 있는 간다쓰역이며, 역 구내가 아주 살짝 이 시에 걸친다.

### 도로
- 조반 자동차도